# Cristina Gutiérrez
Cristina Gutiérrez Herrero (* 24. Juli 1991 in Burgos) ist eine spanische Rallye-Raid-Fahrerin
Die studierte Zahnmedizinerin gehört zu den derzeit erfolgreichsten Frauen im Motorsport. Gemeinsam mit Sébastien Loeb ist sie Meisterin der Extreme E-Saison 2022. Gutiérrez nimmt seit 2017 an der Rallye Dakar teil und ist nach ihrer Mentorin Jutta Kleinschmidt die zweite Frau, die eine Rallye Dakar in ihrer Klasse gewann.

## Leben
Gutiérrez wuchs mit drei Geschwistern in einer Ärztefamilie in Burgos auf. Bereits ihr Vater ist Zahnarzt und als Motorsportfan ihr Unterstützer. Nach ihrer schulischen Ausbildung begann sie ein Studium der Zahnmedizin, neben dem sie auch erste Motorsportwettbewerbe fuhr und beispielsweise einen Fahrerkurs bei der spanischen Formel-Fahrerin María de Villota belegte. Während des Studiums an der Universität Alfonso X el Sabio erlangte sie 2014 einen Abschluss als Zahnärztin und 2016 als Kieferorthopädin. Seit dem Abschluss ihres Studiums arbeitet sie in einer Zahnarzt- und Kieferorthopädiepraxis in einer Privatklinik in Burgos, in der sie bis heute hauptberuflich tätig ist. Mit wachsendem Erfolg im Motorsport reduzierte sie jedoch ab etwa 2022 sukzessive ihre Tätigkeit als Zahnmedizinerin und konzentrierte sich vermehrt auf ihre Motorsportkarriere.

## Motorsport-Karriere
Gutiérrez ist seit 2012 Offroad-Meisterin der Frauen ihres Landes und wurde 2015 nach einer Reihe von zweiten Plätzen in spanischen Bajas Vizemeisterin in der gleichen Disziplin.
Cristina Gutiérrez nahm von 2017 bis 2025 an neun Dakar-Rallyes teil und kam jedes Mal ins Ziel. In ihrer Debütsaison war sie damit die erste Frau aus Spanien, die den Offroad-Klassiker in einem Auto beendete.  Zunächst trat sie mit Geländewagen an, später fuhr sie Side by Sides.
2021 trat sie in der Kategorie der leichten Fahrzeuge an und wurde erst die zweite Frau überhaupt (nach Jutta Kleinschmidt 2005), die eine Dakar-Etappe gewann. Insgesamt konnte sie in diesem Jahr drei Etappen gewinnen. Im Folgejahr konnte sie zwar keinen Etappensieg holen, beendete die Rallye aber in der Kategorie der leichten Fahrzeuge an dritter Stelle. 2023 gewann sie zwei Etappen und belegte den vierten Rang der Wertung ihrer Kategorie.
Im Dezember 2020 wurde sie als weibliche Fahrerin für Lewis Hamiltons Team X44 in der Extreme E angekündigt. Sie startet in der elektrischen Offroad-Rennserie an der Seite von Sébastien Loeb. Nach dem Vizemeistertitel 2021 konnte das Duo 2022 den Meistertitel holen. 2023 bekam sie mit Fraser McConell einen neuen Teamkollegen.
Ihr bestes Ergebnis erzielte sie 2024, als sie auf einem T3 Max vom Can-Am mit dem Red Bull Werksteam die T3-Klasse der leichten Prototypen gewann. 2025 trat sie für das Team „The Dacia Sandriders“ an und beendete die Dakar auf dem 41. Rang.